# Bilîțea, Iampil
Bilîțea (în ucraineană Білиця) este localitatea de reședință a comunei Bilîțea din raionul Iampil, regiunea Sumî, Ucraina.

## Demografie
Componența lingvistică a localității Bilîțea
     Ucraineană (95,5%)
     Rusă (4,5%)
Conform recensământului din 2001, majoritatea populației localității Bilîțea era vorbitoare de ucraineană (95,5%), existând în minoritate și vorbitori de rusă (4,5%).